# Maniobra de Barlow
La maniobra de Barlow es un examen físico realizado en bebés para detectar displasia del desarrollo de la cadera (DDC). Recibe su nombre del Dr. Thomas Geoffrey Barlow (25 de septiembre de 1915 – 25 de mayo de 1975), un cirujano ortopédico inglés que ideó esta prueba. Fue evaluada clínicamente entre 1957 y 1962 en el Hospital Hope, Salford, Lancashire.

## Procedimiento
La maniobra se realiza mediante la aducción de la cadera (elevando el muslo hacia la línea media), seguida de la aplicación de una suave presión hacia atrás para investigar si la cabeza del fémur se desliza parcialmente (subluxación) desde el borde posterior del acetábulo o si ocurre una separación completa de la articulación (luxación de cadera).
Si la articulación de la cadera puede sufrir una luxación, es decir, si es posible que la cabeza del fémur se desplace fuera de la cavidad acetabular mediante la realización de esta maniobra, se considera que la prueba tiene un resultado positivo. Luego se usa la maniobra de Ortolani para confirmar el resultado positivo (es decir, que la cadera realmente se dislocó).